# Olieudslippet i den Mexicanske Golf 2010
28°45′19.34″N 88°23′15.65″V / 28.7553722°N 88.3876806°V
Olieudslippet i den Mexicanske Golf var et stort pågående olieudslip i den Mexicanske Golf, som startede med, at olieboreplatformen Deepwater Horizon eksploderede og sank den 20. april 2010.

## Hændelsesforløb
Olieselskabet BP bekræftede, at Deepwater Horizon var i brand klokken 22:00 den 20. april 2010 amerikansk tid efter en kraftig eksplosion, som dræbte 11 af de 126 oliearbejdere om bord. Yderligere sytten personer blev skadet, heraf tre alvorligt. Eksplosionen skete formentlig på grund af et pludseligt gasudslip fra borehullet på 1.500 meters dybde, en såkaldt blowout. Den ventil som skulle have været installeret på havbunden for at lukke hullet ved et blowout, var aldrig blevet monteret.
Da platformen forliste efter eksplosionen blev rørene revet af boringen, og trykket fra oliekilden pumpede 800 ton råolie per døgn ud i havbugten.

## Følger
Forliset har skabt store forureningsproblemer på strandene rundt om golfen; BP samarbejder med de amerikanske myndigheder om oprydning efter ulykken, som har vakt stort politisk røre og de har indvilget i at afsætte 20 milliarder dollars til at afhjælpe følgerne og erstatninger til de skadelidte.

## Eksterne kilder og henvisninger
1. ↑  The Deepwater Horizon incident Arkiveret 6. maj 2010 hos  Wayback Machine (9. maj 2010)
2. ↑  Kleja, Monica (5. maj 2010). "Gasbubbla kan ha orsakat oljeexplosionen". nyteknik.se (svensk). Arkiveret fra originalen 7. maj 2010. Hentet 19. juni 2010.